# 特別清算指数
特別清算指数（とくべつせいさんしすう）や特別清算数値（とくべつせいさんすうち、SQ値、英: Special Quotation, SQ, Special Opening Quotation, SOQ）や最終清算数値（さいしゅうせいさんすうち）とは、株価指数や債券などの先物取引やオプション取引などで、取引最終日までに反対売買がなされたかった場合、最終決済期日における決済にて使用される数値のこと。株式や債券の場合は最終決済期日の始値。quotation とは気配値のこと。
商品先物取引では、決済最終日にお金を払って現物を引き取ることが出来るが、株価指数先物取引においては現物のない抽象的な指数を取引の対象としているため、決済最終日にお金を払って現物を引き取るわけではない。決済期限が到来すると強制的に反対売買によって決済される。その際に用いられる決済のための価格が特別清算指数である。

## 大阪取引所
大阪取引所の日経225先物取引では、この特別清算指数は3月、6月、9月、12月の第2金曜日（休場日の場合はその前日）に算出される。また、株価指数オプション取引では毎月第2金曜日（休場日の場合はその前日）に算出される。特別清算指数が算出される日をSQ算出日と呼び、特に株価指数先物取引と株価指数オプション取引のSQ算出日が重複する場合をメジャーSQとも呼ぶことがある。
なお、日経225先物取引(日経225miniを含む)や日経225オプション取引における特別清算指数は、SQ算出日における指数構成銘柄それぞれの寄付き価格をもとにして、指数を計算することによって算出する。したがって、前場寄付き時における指数とは必ずしも一致しない。

## 参照
1. ↑  特別清算指数（SQ）｜証券用語解説集｜野村證券
2. ↑  特別清算数値（SQ値） | 用語集 | 日本取引所グループ
3. ↑  Final Settlement Procedures - CME Group
4. ↑  最終清算数値 | 用語集 | 日本取引所グループ
5. ↑  先物取引の全て - 株式会社大阪取引所
6. ↑  man@bow経済について楽しく学べる!!Q&A「“SQ”とは何ですか？」